# Первая индо-пакистанская война
Первая индо-пакистанская война — вооружённый конфликт между Индией и Пакистаном, возникший после раздела Британской Индии. Причиной конфликта стал спор о принадлежности Джамму и Кашмира, где преобладало мусульманское население, но правящая верхушка состояла из индуистов. Махараджа Кашмира Хари Сингх решил заявить о независимости. 21 октября 1947 года началось вторжение пакистанских полувоенных формирований в Кашмир. Хари Сингх обратился за помощью к Дели. Индия поставила условие, что Кашмир должен присоединиться к Индии для того, чтобы получить помощь. Махараджа согласился, и правительство Индии признало присоединение княжества к Индии 27 октября. Индийские войска были направлены в Кашмир.

## Предыстория
До 1815 года область, ныне известная как Джамму и Кашмир, состояла из 22 небольших княжеств (16 индуистских и 6 мусульманских), часть из них находилась под контролем эмира Афганистана. Индуистские княжества управлялись раджпутскими князьями, являвшимися вассалами империи Великих Моголов со времён императора Акбара. Вслед за упадком империи Великих Моголов и вторжениями гуркхов горные княжества попали под контроль сикхов Ранджита Сингха.
Первая англо-сикхская война (1845—1846) велась между сикхами, пытавшимися укрепиться в Кашмире, и Ост-Индской компанией. По Лахорскому договору 1846 года сикхи оставляли область между реками Бис и Сатледж в обмен на выплату компенсации в размере 1,2 миллиона рупий. Ост-Индская компания не имела возможности сразу уплатить эту сумму и потому позволила правителю сикхов Гулабу Сингху занять Кашмир в обмен на списание 750000 рупий из суммы выплаты. Гулаб Сингх стал первым махараджей вновь образованного княжества Джамму и Кашмир и основал династию, которая правила княжеством, пока Индия не обрела независимость в 1947 году.

## Раздел Британской Индии
Прекращение британского сюзеренитета над княжествами Индостана сопровождалось признанием их права выбирать, присоединиться к индуистской Индии или к образовавшемуся мусульманскому Пакистану, или вообще объявить о независимости. Ещё до окончательного вывода британских войск из Индии правитель княжества Джамму и Кашмир под давлением Индии и Пакистана был вынужден согласиться присоединиться к одной из двух стран. Но столкнувшись с необходимостью болезненного выбора (административная верхушка княжества состояла из индуистов, а большинство населения исповедовали ислам), махараджа Кашмира Хари Сингх решил заявить о независимости.
21 октября 1947 года началось вторжение пакистанских полувоенных формирований из племён пуштун и дариев (численностью около 2 тысяч человек) в Кашмир. Через пару дней была захвачена столица княжества — Сринагар, и махараджа Хари Сингх обратился за помощью к Дели. Индия поставила условие, что Кашмир должен присоединиться к Индии для того, чтобы получить помощь. Махараджа согласился, и правительство Индии признало присоединение княжества к Индии 27 октября. Индийские войска были направлены в Кашмир. Прибывший батальон сикхов выбил пуштунских ополченцев из Сринагара.
Пакистан заявил, что махараджа Кашмира не имел права взывать к индийской армии, поскольку был не наследственным правителем, а британским назначенцем. Пакистан решил принять ответные меры, но начальник штаба сухопутных войск Пакистана генерал сэр Дуглас Грейси отказался посылать войска в Кашмир, отказываясь выполнить приказ Мухаммеда Али Джинна, генерал-губернатора Пакистана. Грейси обосновал своё неповиновение тем, что индийские силы, находившиеся в Кашмире, в своё время приняли присягу на верность британскому королю Георгу VI, и, следовательно, Грейси не мог участвовать в военном конфликте с индийскими силами. Пакистан, наконец, всё же смог послать войска в Кашмир, но к тому времени индийские войска взяли под контроль примерно две трети бывшего княжества. Лишь территории Гилгита и Балтистана были заняты мусульманским племенным ополчением и присоединились к Пакистану 6 октября 1947 года.

## Этапы войны

### Первый этап: начало вторжения
Пакистан объявил северную часть княжества своей территорией под названием Азад Джамму и Кашмир и ввёл туда свои войска. Пакистанские войска, дислоцированные в пограничных районах у Музаффарабада и Домеля, быстро разбили племенное ополчение кашмирцев (часть солдат-мусульман в приграничных районах взбунтовались и присоединились к пакистанцам). Целью первоначального вторжения был захват контроля над долиной Кашмира, включая его главный город, Сринагар, летней столицы государства (город Джамму был зимней столицей). Однако вместо того, чтобы двигаться на Сринагар, вторгающиеся силы оставались в захваченных городах в приграничном регионе и занялись грабежами.

### Второй этап: индийская операция в долине Кашмир
После вступления Индии в конфликт индийские войска и техника выдвинулись в район Сринагара, создали круговую оборону и разбили мусульманское ополчение на окраине города. Разбитые племенные силы бежали к Барамуле и Ури, где были рассеяны. Однако в долине у города Пунч кашмирские войска оказались заблокированы мусульманами.
В Гилгите местное ополчение поддержало пакистанское вторжение и установили контроль над этой северной частью Кашмира. Мусульманские ополченцы Читрала во главе с местным правителем Мехтаром также присоединились к Пакистану.

### Третий этап: попытка разблокировать Пунч
Индийские силы прекратили преследование племенных сил после повторного захвата Ури и Барамулы и выделили колонну для разблокирования кашмирских войск у Пунча. Хотя отряд в конце концов достиг Пунча, блокаду снять не удалось. Вторая колонна индийских войск достигла Котли и заняла город, но вскоре была вынуждена оставить его, не имея возможностей для его удержания. Между тем Мирпур был захвачен мусульманским ополчением 25 ноября 1947 года.

### Четвёртый этап: падение Джангера и нападения на Наошеру и Ури
Племенные войска атаковали и захватили Джангер. Затем они безуспешно напали на Наошеру и предприняли ряд неудачных атак на Ури. На этом этапе войны линия фронта стала стабилизироваться, поскольку в регион прибывали все большие индийские силы.

### Пятый этап: «Операция Виджай» — контратака у Джангера
Индийские войска начали контрнаступление на юге с целью отбить Джангер и Раджаури. В долине Кашмира племенные силы продолжали атаковать гарнизон Ури. На севере ополчение Гилгита заняло Скарду.

### Шестой этап: индийское весеннее наступление
У Джангера индийцы встретили ожесточённое сопротивление мусульманских ополченцев, к которым неофициально присоединились регулярные пакистанские войска. В долине Кашмира индийцы вернули Титвал. Однако ополчение Гилгита достигло значительного прогресса в предгорьях Гималаев, где осадило Лех, захватило Каргил и отбросило индийскую колонну от Скарду.

### Седьмой этап: «Операции Гулаб»
Индийцы продолжали атаковать в долине Кашмира с направлением на север, чтобы захватить Керан и долину Гурез. Здесь они также отразили контратаку мусульман на Титвал. Осаждённые в Пунче (район Джамму) временно прорвали осаду. Кашмирская армия смогла защитить Скарду от гилгитских ополченцев, но в августе войска Читрал под командованием Мата-уль-Мулька осадили Скарду и с помощью артиллерии захватили город. Это позволило гилгитцам начать движение на Ладакх.

### Восьмой этап: «Операция Бизон»
Блокада мусульманами Пунча продолжалась. 77-я парашютная бригада индийцев провела неудачную операцию, чтобы захватить перевал Зоджи-Ла. «Операция Утка» была переименована фельдмаршалом Кариаппой в «Операцию Бизон». Лёгкие танки M5 Stuart были перевезены в полуразобранном состоянии через Сринагар и собраны у самого входа в Зоджи-Ла. Неожиданная атака индийцев 1 ноября заставила мусульманские силы отойти к Матайяну, а затем к Драсу. Заняв Зоджи-Ла, индийцы 24 ноября встретились у Каргила с войсками, наступавшими на Лех, и в конце концов сняли мусульманскую осаду Скарду.

### Девятый этап: «Операция Изи»; деблокада Пунча
Индийцы к этому времени уже получили преимущество во всех секторах. Пунч был, наконец, освобождён ими после годичной осады. Силы Гилгита в предгорьях Гималаев также были разбиты.

### Десятый этап: прекращение огня
В соответствии с резолюцией ООН, с 1 января 1949 года вступило в силу перемирие. 27 июля Индия и Пакистан подписали соглашение о линии прекращения огня. Примерно 60 % Кашмира перешли под контроль Индии, 40 % оказались под контролем Пакистана.